# Centrale nucléaire de Surry
La centrale nucléaire de Surry est située en Virginie dans le comté de Surry qui lui a donné son nom et elle occupe un site de 3,4 km² au bord de la James River près de la ville historique de Jamestown.

## Description
La centrale est équipée de deux réacteurs à eau pressurisée (REP) construits par Westinghouse.
- Surry 1 : 810 MWe, MSI[1] en 1972, autorisation jusqu'en 2052 (80 ans).
- Surry 2 : 815 MWe, MSI en 1973, autorisation jusqu'en 2053 (80 ans).

La centrale de Surry a fait l'objet du rapport d'analyse de Sûreté NUREG-1150.

Elle est exploitée par la Société Dominion Generation et appartient à la société Dominion Resources Inc..
En 2003 la NRC (Nuclear Regulatory Commission) prolonge la durée de la licence d'exploitation de la centrale de 40 à 60 ans. En 2016, le propriétaire annonce qu'il souhaite prolonger cette licence à 80 ans ce qui mènerait le fonctionnement des deux réacteurs respectivement jusqu'à 2052 et 2053. Cette autorisation a été accordée en mai 2021.
La compagnie "Dominion Generation" exploite également les centrales de North Anna, de Millstone et de Kewaunee.